# Termitoxenia havilandi
Termitoxenia havilandi är en tvåvingeart som beskrevs av Erich Wasmann 1900. Termitoxenia havilandi ingår i släktet Termitoxenia och familjen puckelflugor. Inga underarter finns listade i Catalogue of Life.